# Rieumes
Rieumes település Franciaországban, Haute-Garonne megyében. Lakosainak száma 3564 fő (2022. január 1.). Rieumes Beaufort, Bérat, Forgues, Lahage, Lautignac, Montgras, Plagnole, Poucharramet, Sainte-Foy-de-Peyrolières és Savères községekkel határos.

## Népesség
A település népessége az elmúlt években az alábbi módon változott:
| Lakosok száma | 1987 | 2341 | 2414 | 3159 | 3496 | 3515 | 3509 | 3578 | 3659 | 3564 |
|               | 1968 | 1982 | 1990 | 2006 | 2013 | 2015 | 2017 | 2019 | 2020 | 2022 |